# Lierneux
Lierneux (valonă Lierneu) este o comună francofonă din regiunea Valonia din Belgia. Comuna este formată din localitățile Lierneux, Arbrefontaine, Bra, Trou de Bra, Grand Heid, Reharmont, Sur le Thiers, Derrière le Thiers, Les Villettes, Erria, Pont de Villettes, Florêt, La Chapelle, Odrimont, Jevigné, Verleumont, Hierlot, Petit-Sart și Grand-Sart. Suprafața totală a comunei este de 92,08 km². La 1 ianuarie 2008 comuna avea o populație totală de 3.366 locuitori. 
1. ↑  Crossroad Bank of Enterprises, accesat în 12 octombrie 2023